# Hollywood (singel Jaya-Z)
Hollywood – piosenka Jaya-Z, pochodząca z jego dziewiątego albumu studyjnego, Kingdom Come. Nagrana została z udziałem wokalistki rhythm and bluesowej, a jednocześnie żony rapera, Beyoncé Knowles. Utwór miał być pierwotnie wydany jako czwarty singel promujący płytę. Data wydania została jednak przesunięta z lutego 2007 roku, głównie ze względu na duet Shakiry i Beyoncé, „Beautiful Liar”, który premierę miał w tym samym okresie, co „Hollywood”.

## Pozycje na listach
| Lista (2007)                         | Najwyższa pozycja |
| ------------------------------------ | ----------------- |
| U.S. Billboard Hot R&B/Hip-Hop Songs | 56                |
| U.S. Billboard Hot Rap Tracks        | 21                |
| Australian Singles Chart             | 25                |

## Wersja Beyoncé
„Hollywood”, z tytułem zmienionym na „Welcome to Hollywood”, wydana została na wersji deluxe B’Day, drugiego albumu studyjnego Knowles. Wersja ta pozbawiona była wersów Jaya-Z, a jego udział ograniczony został wyłącznie do refrenów.